# Эрса, Мирдза
Мирдза Эрса (латыш. Mirdza Ersa, в замужестве Либиете, латыш. Lībiete; 22 марта 1924 — 8 июня 2008) — латвийская переводчица. Дочь писателя Адольфа Эрса и певицы Хелены Козловской.
В конце 1940-х гг. входила во «французскую группу» — кружок латышских интеллектуалов, собиравшихся частным образом для обсуждения французской литературы и культуры. В 1951 г. вместе с другими участниками группы была арестована, приговорена к 10 годам лишения свободы. Отбывала наказание в Воркуте. Вернулась в Латвии по амнистии в 1956 году.
Дебютировала в печати как переводчик в 1961 году с романом Франсуа Мориака «Дорога в никуда». В дальнейшем перевела романы Лесажа «Хромой бес», Жорж Санд «Орас», Ф. Карсака «Пришельцы ниоткуда», ряд произведений Альфреда де Мюссе, Марселя Эме, Симоны де Бовуар, Франсуазы Саган, Усмана Сембена, несколько романов Эмиля Золя, Жюля Верна, Жоржа Сименона. Особенно обширен вклад Эрсы в полный латышский перевод «Человеческой комедии» Оноре де Бальзака (1979—1985).
В 1999 г. выступила составителем тома избранных стихотворений своего отца.
В 1992 г. во время государственного визита президента Франции Франсуа Миттерана в Латвию он встретился с двумя участницами «французской группы», Евой Ласе и Мирдзой Эрсой, и пригласил их во Францию на празднование Дня взятия Бастилии.